# ヴェルナー・シュトライプ
ヴェルナー・シュトライプ（Werner Streib、1911年6月13日 - 1986年6月15日）は、柏葉剣付騎士鉄十字勲章を授与された第二次世界大戦時のドイツ空軍の夜間戦闘機のエース・パイロットである。

## 前半生
1911年6月13日、シュトライプはバーデン大公国のプフォルツハイムに商人の息子として生まれた。1934年に高等学校を卒業したシュトライプは、士官候補生(Fahnenjunker)としてコンスタンツのドイツ陸軍第5師団の第14歩兵連隊に入隊した。1935年10月1日、上級士官候補生(Oberfähnrich)としてドイツ空軍に転籍し、翌年4月1日に少尉(Leutnant)に任官された。シュトライプは第132戦闘航空団"リヒトホーフェン”の第II飛行隊に観測員として1938年まで所属していた。同部隊はのちに第1駆逐航空団/第I飛行隊(I./ZG 1)に改名された。

## 第二次世界大戦

### 開戦当初
1939年9月1日、ドイツ軍がポーランドに侵攻、第二次世界大戦の戦端が開かれた。1940年5月10日、ドイツ軍のフランス侵攻の初日に、シュトライプは最初の戦果をあげた。搭乗機はメッサーシュミット Bf110で、撃墜したのはイギリス空軍(RAF)所属のブリストル ブレニム軽爆撃機であった。この功績によって17日に2級鉄十字章を授与し、6月6日には第2飛行中隊の中隊長(Staffelkapitän)に任命された。この飛行中隊は26日に第1夜間戦闘航空団/第2飛行中隊(2./NJG 1)となった。

### 夜間戦闘パイロットとして
7月19日から20日にかけての夜、シュトライプはザアーベック近郊でRAF所属のアームストロング・ホイットワース ホイットレイを撃墜し、夜間戦闘における初めての戦果をあげた。その後、日に日に撃墜スコアを伸ばしていったシュトライプは、10月6日に第1夜間戦闘航空団/第2飛行中隊(2./NJG 1)隊長の中尉(Oberleutnant)とて騎士鉄十字章を授与された。騎士鉄十字章が夜間戦闘機パイロットに授与されたのはシュトライプが初めてである。これらの戦果は1941年10月1日の国防軍軍報にて取り上げられ、その6日後にシュトライプは大尉に昇進し、第1夜間戦闘航空団/第I飛行隊(I./NJG 1)の飛行隊長(Gruppenkommandeur)に任命された。1940年最後の戦果を10月14日から15日にかけての夜にあげると、その功によってシュトライプはドイツ十字章金章を授与された。1941年2月26日のことである。その後も戦果をあげたシュトライプは1941年3月15日、続いて7月5日に再び国防軍軍報にてその名前が取り上げられた。

### カムフーバーライン（ヒンメルベット）
1940年中頃、ヨーゼフ・カムフーバー少将は、カムフーバーライン（ヒンメルベット）と呼ばれる夜間防衛システムを確立させた。これはフライアやウルツブルグといったレーダーとサーチライトを備えたヒンメルベットと呼ばれる管制センターと、それらとリンクしている夜間戦闘機から成り立っていた。この邀撃体制によってさらに撃墜数を伸ばしたシュトライプは、1943年2月26日に第1夜間戦闘航空団/第I飛行隊(I./NJG1)飛行隊長の少佐として、騎士鉄十字章に柏葉章を追加受章した。なお、この柏葉章は5月11日にアドルフ・ヒトラー総帥から直々にシュトライプに手渡された。

### ハインケル He219

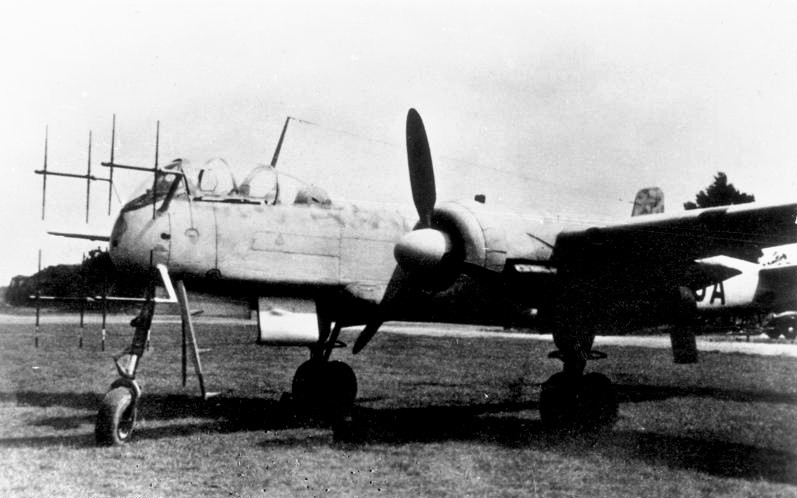
ハインケル He 219夜間戦闘機

シュトライプは新型の夜間戦闘機であるハインケル He219の試験飛行に参加した。1943年3月25日、シュトライプの操縦するHe219V-1は、ヴィクトール・フォン・ロスベルク大佐のユンカース Ju118E-1との模擬戦を行った。結果、He219はJu118と比べて速度が時速25キロも速いことが証明された。6月11日から12日にかけての夜、シュトライプはボルトフンカー(レーダー/無線操作員)のヘルムート・フィッシャー伍長(Unteroffizier)とともにHe219V-9試作機で出撃すると、4機のハンドレページ ハリファックスと1機のアブロ ランカスターの計5機の爆撃機を立て続けに撃墜した。しかし、フェンローに帰還したときに着陸進入の判断を誤り、着陸には速すぎる速度でフラップとランディングギアを使用してしまった。それによりHe219V-9は地面に激突し、着陸と同時にクラッシュした。シュトライプとフィッシャーは軽傷を負って機外へ脱出した。

### 夜間戦闘機隊総監として
1943年7月1日、シュトライプは第1夜間戦闘航空団(NJG 1)の司令(Geschwaderkommodore)に任命され、翌年3月11日には確認撃墜数66機で騎士鉄十字章に剣章を追加受章した。その12日後、シュトライプは夜間戦闘機隊総監に任命され、大佐(Oberst)の階級で終戦までこの地位に留まった。
しばしば「夜間戦闘機の父」と称されるシュトライプは、同様のヴォルフガング・ファルクとともに第二次世界大戦の初期から中期にかけて夜間戦闘機を使用した作戦戦術を開発し、ドイツ空軍の夜間戦闘機隊をRAFの爆撃機部隊に対する効果的な対抗戦力に仕立て上げた。
シュトライプは公式に68機の敵機を撃墜し、その内67機は夜間での戦果であった。また、シュトライプは騎士鉄十字勲章を授与された初めての夜間戦闘機パイロットであった。

## 戦後
戦後は食料雑貨販売の仕事をしていたが、1956年3月16日に新生ドイツ空軍に入隊する。1961年の西ドイツ空軍F-84機による領空侵犯事件では証人を務めた。その後3年間はランツベルク・アム・レヒにあるT-6 テキサン機装備のA操縦士学校の指揮官を務め、空軍総監（Inspizient Fliegende Verbände）を最後に1966年3月31日に准将(Brigadegeneral)の階級で退役した。
1986年6月15日に死去。ミュンヘンに埋葬された。

## 撃墜記録一覧
| 撃墜記録                                  | 撃墜記録                             | 撃墜記録                             | 撃墜記録                             | 撃墜記録                             | 撃墜記録                                                     | 撃墜記録                             |
| 撃墜記録(総計)                            | 撃墜記録(夜間)                       | 日付                                 | 時間                                 | 敵機                                 | 位置                                                         |                                      |
| – 第1駆逐航空団/第I飛行隊(I./ZG 1) –      | – 第1駆逐航空団/第I飛行隊(I./ZG 1) – | – 第1駆逐航空団/第I飛行隊(I./ZG 1) – | – 第1駆逐航空団/第I飛行隊(I./ZG 1) – | – 第1駆逐航空団/第I飛行隊(I./ZG 1) – | – 第1駆逐航空団/第I飛行隊(I./ZG 1) –                         | – 第1駆逐航空団/第I飛行隊(I./ZG 1) – |
| ----------------------------------------- | ------------------------------------ | ------------------------------------ | ------------------------------------ | ------------------------------------ | ------------------------------------------------------------ | ------------------------------------ |
| 1                                         |                                      | 1940年5月10日                        | —                                    | ブレニム                             |                                                              |                                      |
| – 第1夜間戦闘航空団/第2中隊(2./NJG 1) –   |                                      |                                      |                                      |                                      |                                                              |                                      |
| 2                                         | 1                                    | 1940年7月20日                        | 02:15                                | ホイットレイ                         | ザアーベック                                                 |                                      |
| 3                                         | 2                                    | 1940年7月22日                        | 01:22                                | ホイットレイ                         | ミュンスター 北に10キロメートル地点                          |                                      |
| 4                                         | 3                                    | 1940年8月30日                        | 01:22                                | ウェイリントン                       | エメリッヒ・アム・ライン 北北西に20キロメートル地点          |                                      |
| 5                                         | 4                                    | 1940年8月30日                        | 23:24                                | ハンプデン                           | アーネム                                                     |                                      |
| 6                                         | 5                                    | 1940年9月30日                        | 22:49                                | ウェイリントン                       | ベルゼンブリュック                                           |                                      |
| 7                                         | 6                                    | 1940年9月30日                        | 23:19                                | ハンブデン                           | バートベルゲン                                               |                                      |
| 8                                         | 7                                    | 1940年9月15日                        | 23:35                                | ウェイリントン                       | メンスラーゲ                                                 |                                      |
| 9                                         | 8                                    | 1940年10月15日                       | 03:05                                | ハンプデン                           | カルベ 北東部                                                |                                      |
| – 第1夜間戦闘航空団/第I飛行隊(I./NJG 1) – |                                      |                                      |                                      |                                      |                                                              |                                      |
| 10                                        | 9                                    | 1941年3月10日                        | 22:18                                | ハンプデン                           | フェンロー 南西に15キロメートル地点                          |                                      |
| 11                                        | 10                                   | 1941年3月14日                        | 22:32                                | ウェイリントン                       | デュールネ                                                   |                                      |
| 12                                        | 11                                   | 1941年4月10日                        | 22:49                                | ハンプデン                           | ロッゲル 西部                                                |                                      |
| 13                                        | 12                                   | 1941年4月10日                        | 23:02                                | ハンプデン                           | イッテルヴォールト                                           |                                      |
| 14                                        | 13                                   | 1941年4月17日                        | 23:39                                | ハンプデン                           | ウェールト 西に10キロメートル地点                            |                                      |
| 15                                        | 14                                   | 1941年7月1日                         | 01:19                                | ホイットレイ                         | ヴァルトフォイヒト 北西に2キロメートル地点                   |                                      |
| 16                                        | 15                                   | 1941年7月4日                         | 01:19                                | ホイットレイ                         | アステン 西に3キロメートル地点                               |                                      |
| 17                                        | 16                                   | 1941年7月16日                        | 01:19                                | ウェイリントン                       | ソーメレン                                                   |                                      |
| 18                                        | 17                                   | 1941年7月16日                        | 01:45                                | ウェイリントン                       | ガイザース                                                   |                                      |
| 19                                        | 18                                   | 1941年8月7日                         | 02:19                                | ホイットレイ                         | アイントホーフェン 北西に10キロメートル地点                  |                                      |
| 20                                        | 19                                   | 1941年8月17日                        | 02:19                                | ランカスター                         | シッタルト 北西に10キロメートル地点                          |                                      |
| 21                                        | 20                                   | 1941年8月17日                        | 02:19                                | ホイットレイ                         | ルールモント 北 2キロメートル地点                            |                                      |
| 22                                        | 21                                   | 1941年12月27日                       | 20:15                                | ウェイリントン                       | ゾイデル海                                                   |                                      |
| 23                                        | 22                                   | 1941年12月27日                       | 20:45                                | ホイットレイ                         | ゾイデル海                                                   |                                      |
| 24                                        | 23                                   | 1942年3月26日                        | 23:51                                | ウェイリントン                       | エンクホイゼン                                               |                                      |
| 25                                        | 24                                   | 1942年3月26日                        | 23:58                                | ウェイリントン                       | ズトフェン 南西部                                            |                                      |
| 26                                        | 25                                   | 1942年4月11日                        | 00:41                                | ウェイリントン                       | ナイメーヘン 南に15キロメートル地点                          |                                      |
| 27                                        | 26                                   | 1942年4月11日                        | 00:49                                | ウェイリントン                       | 12 km (7.5 mi) southwest フェンロー 南西に12キロメートル地点 |                                      |
| 28                                        | 27                                   | 1942年5月31日                        | 00:56                                | ホイットレイ                         | ティルブルフ 南西に15キロメートル地点                        |                                      |
| 29                                        | 28                                   | 1942年5月31日                        | 02:05                                | ホイットレイ                         | スヘルトーヘンボス                                           |                                      |
| 30                                        | 29                                   | 1942年6月2日                         | 00:46                                | ウェイリントン                       | フェンロー 南南西に5キロメートル                             |                                      |
| 31                                        | 30                                   | 1942年6月3日                         | 00:46                                | ウェイリントン                       | フィーアゼン 西に5キロメートル地点                           |                                      |
| 32                                        | 31                                   | 1942年8月1日                         | 00:35                                | ブレニム                             | ケーヴェラアー 南南西に15キロメートル地点                    |                                      |
| 33                                        | 32                                   | 1942年8月1日                         | 01:44                                | ウェイリントン                       | ディルセン＝ストッケム 北部                                  |                                      |
| 34                                        | 33                                   | 1942年8月1日                         | 02:28                                | ウェイリントン                       | フェンロー 南西に12キロメートル地点                          |                                      |
| 35                                        | 34                                   | 1942年8月6日                         | 01:18                                | ハリファックス                       | アイントホーフェン 北に15キロメートル                        |                                      |
| 36                                        | 35                                   | 1942年8月27日                        | 23:57                                | ウェイリントン                       | アイントホーフェン                                           |                                      |
| 37                                        | 36                                   | 1942年8月28日                        | 01:04                                | スターリング                         | Eichem                                                       |                                      |
| 38                                        | 37                                   | 1942年9月11日                        | 00:34                                | ウェイリントン                       | スヘルトーヘンボス 西に20キロメートル地点                    |                                      |
| 39                                        | 38                                   | 1942年9月17日                        | 01:12                                | ウェイリントン                       | アイントホーフェン 南西に7キロメートル地点                   |                                      |
| 40                                        | 39                                   | 1942年12月20日                       | 20:13                                | ウェイリントン                       | スヘルトーヘンボス 南西に25キロメートル地点                  |                                      |
| 41                                        | 40                                   | 1943年1月9日                         | 19:15                                | ランカスター                         | フェンロー 西に8キロメートル地点                             |                                      |
| 42                                        | 41                                   | 1943年1月13日                        | 19:16                                | ランカスター                         | アペルドールン 南西部                                        |                                      |
| 43                                        | 42                                   | 1943年1月13日                        | 19:44                                | ランカスター                         | ホーフ・スーレン 南西に15キロメートル地点                    |                                      |
| 44                                        | 43                                   | 1943年2月2日                         | 21:12                                | ランカスター                         | アイントホーフェン 南に20キロメートル地点                    |                                      |
| 45                                        | 44                                   | 1943年2月2日                         | 21:30                                | 不明 (四発爆撃機)                    | フェンロー 南西に15キロメートル地点                          |                                      |
| 46                                        | 45                                   | 1943年3月29日                        | 23:15                                | ウェイリントン                       | アーネム 北部                                                |                                      |
| 47                                        | 46                                   | 1943年4月3日                         | 22:52                                | ハリファックス                       | アーネム 西に2キロメートル地点                               |                                      |
| 48                                        | 47                                   | 1943年4月3日                         | 23:00                                | ハリファックス                       | クレーヴェ 北西部                                            |                                      |
| 49                                        | 48                                   | 1943年4月3日                         | 23:30                                | ハリファクス                         | ルールモント 北に43キロメートル地点                          |                                      |
| 50                                        | 49                                   | 1943年4月9日                         | 23:25                                | ハリファックス                       | スヘルトーホンベス 北西に17キロメートル地点                  |                                      |
| 51                                        | 50                                   | 1943年5月28日                        | 23:25                                | ランカスター                         | アーネム 北西に18キロメートル地点                            |                                      |
| 52                                        | 51                                   | 1943年6月12日                        | 01:05                                | ハリファックス                       | ルールモント 南西に14キロメートル地点                        |                                      |
| 53                                        | 52                                   | 1943年6月12日                        | 01:20                                | ハリファックス                       | ラインベルク 南西に2キロメートル地点                         |                                      |
| 54                                        | 53                                   | 1943年6月12日                        | 01:55                                | ハリファックス                       | モオク・エン・ミッデラール 北に3キロメートル地点             |                                      |
| 55                                        | 54                                   | 1943年6月12日                        | 02:16                                | ランカスター                         | ナイメーヘン 南西に18キロメートル地点                        |                                      |
| 56                                        | 55                                   | 1943年6月12日                        | 02:22                                | ハリファックス                       | ボクスメール 西に3キロメートル地点                           |                                      |
| 57                                        | 56                                   | 1943年6月13日                        | 01:30                                | ランカスター                         | ドゥーティンヘム 南に45キロメートル地点                      |                                      |
| 58                                        | 57                                   | 1943年6月22日                        | 01:30                                | スターリング                         | フェンロー 北西に35キロメートル地点                          |                                      |
| 59                                        | 58                                   | 1943年6月25日                        | 00:51                                | ハルファックス                       | ケンペン                                                     |                                      |
| – 第1夜間戦闘航空団(NJG 1)司令 –          |                                      |                                      |                                      |                                      |                                                              |                                      |
| 60                                        | 59                                   | 1943年7月26日                        | 00:28                                | スターリング                         | アイントホーフェン 北西に11キロメートル地点                  |                                      |
| 61                                        | 60                                   | 1943年7月26日                        | 00:46                                | ランカスター                         | ヘルモンド 北に10キロメートル地点                            |                                      |
| 62                                        | 61                                   | 1943年7月26日                        | 01:20                                | ハリファックス                       | オーイステルウェイク 南西に6キロメートル地点                 |                                      |
| 63                                        | 62                                   | 1943年7月26日                        | 01:42                                | ランカスター                         | スヘルトーホンボス 北西に17キロメートル地点                  |                                      |
| 64                                        | 63                                   | 1943年7月30日                        | 01:45                                | ハリファックス                       | シュターデ 北西に25キロメートル地点                          |                                      |
| 65                                        | 64                                   | 1943年8月24日                        | 01:23                                | ハリファックス                       | ハイリゲンゼー                                               |                                      |
| 66                                        | 65                                   | 1943年9月20日                        | 01:01                                | ハリファックス                       | アイントホーフェン ゼンデレン 南西部                         |                                      |
| 67                                        | 66                                   | 1943年12月4日                        | 02:15                                | ランカスター                         | ブラウンシュヴァイク                                         |                                      |
| 68                                        | 67                                   | 1943年12月4日                        | 02:50                                | ランカスター                         | リンゲン 郊外                                                |                                      |

## 受勲
- 戦傷章黒章
- 空軍名誉杯（1940年9月13日）
- 空軍前線飛行章金章
- パイロット兼観測員章
- ドイツ十字章金章（1942年2月26日）
- 鉄十字章（1939）
  - 2級(1940年6月17日)
  - 1級(1940年6月20日)
- 柏葉・剣付騎士鉄十字章
  - 騎士鉄十字章（1940年10月6日）：第1夜間戦闘航空団（NJG 1）／第2飛行中隊の中隊長の中尉として[37]
  - 柏葉 第197号（1943年2月26日）：第1夜間戦闘航空団／第I飛行隊の飛行隊長の少佐として[37]
  - 剣 第54号（1944年3月11日）：第1夜間戦闘航空団の戦闘航空団司令の少佐として[37]
- 国防軍軍報（Wehrmachtbericht）に採り上げられること4回

### 国防軍軍報からの引用
| 日付                 | 国防軍軍報のオリジナル原稿 | 和訳（英訳から転訳） |
| -------------------- | --- | --- |
| 1940年10月1日 火曜日 | Als Nachtjäger zeichnete sich Oberleutnant Streit ganz besonders aus. Er brachte allein drei feindliche Flugzeuge zum Absturz.                                                                         | シュトライト中尉は夜間戦闘機パイロットとして功を成した。単機で3機の敵機を撃墜した。                                                                     |
| 1941年3月15日 土曜日 | Bei Nachtjagd schoß Hauptmann Streib seinen zehnten Gegner ab. | シュトライプ大尉は夜間戦闘で10番目の敵機を撃墜した。 |
| 1941年7月5日 土曜日  | Hauptmann Streib errang in der Nacht zum 4. Juli seinen 15. Nachtjagdsieg. | シュトライプ大尉は7月4日夜の戦闘に於いて15機目の夜間撃墜を果たした。                                                                                    |
| 1942年5月31日 日曜日 | Ein Nachtjagdverband unter Führung des Generalleutnants Kammhuber erzielte hierbei seinen 600. Nachtjagdabschuß, Hauptmann Streib seinen 25. und 26. und Oberleutnant Knacke seinen 20. Nachtjagdsieg. | カムフーバー少将指揮下の夜間戦闘機部隊はここに夜間での600機撃墜を達成した。シュトライプ大尉は25機目と26機目、クナッケ中尉は20機目の夜間撃墜を記録した。 |